# 熱田神楽・宮流神楽
熱田神楽（あつたかぐら）・宮流神楽（みやりゅうかぐら）は、愛知県の尾張・西三河地方に伝わる巫女神楽の一種で、古くから熱田神宮内で行われていた神楽がこの地域全体に広まったものである。曲自体に関しては、熱田神楽も宮流神楽もほぼ同じものを指しているが、熱田神宮を中心とした名古屋市の南部～東部では熱田神楽という名称が、西三河から知多半島北部では宮流神楽という名称が主に使われており、尾張地方北部ではグループを総称的に言う名称はあまり使われていない。西三河～知多半島北部では、現在でも巫女舞の伴奏として奉納されている例が多く見られるが、それ以外の大部分の地域では、巫女舞自体が廃れてしまっており、神楽の奉納は笛太鼓のみで行われている。

## 歴史
熱田神楽・宮流神楽の起源ははっきりしないが、少なくとも江戸時代後期にはすでに、菊田家・鏡味家・若山家などの熱田神宮社家（神楽座）の神楽師たちによって、熱田神宮の中で演奏されていた。彼らは周辺地域に出張演奏・指導にも出かけており、半田市亀崎の中切組祭典役割帳には、文政10年（1827年）に熱田神宮社家の大原紋二に謝礼を支払ったという記録が残っている。幕末には、ある程度広い地域に広まっていたと考えられているが、具体的な資料はわずかしか残っていない。
明治維新後、新政府は神道国教化政策をとり、神仏分離令（明治元年）を発布した。その廃仏毀釈的な考え方から、熱田神宮でも雅楽による御神楽だけが正統なものとされ、民俗芸能的な里神楽は排除されることになった。明治8年には熱田神宮の楽人機構が変更となり、里神楽を担当していた楽人たちは皆失職し、生活の糧を求めて周辺地域にちらばって行った。彼らは各地で神楽の演奏・指導を職業とするようになり、それまで熱田神宮の中でずっと行われていた里神楽が、爆発的にこの地域全体に広がって行った。そして、以後、熱田神宮の公式な神事で里神楽が奉納されたことは無い（熱田祭りなどで演奏されている熱田神楽は、神事の一環としてではなく、あくまで祭りの出し物の一つである）。
残った神楽座の人々は、菊田斎女（きくたさいめ、文政年間頃生まれ、男性）を初代宗家とし、熱田町内の神楽師とともに出張演奏・指導を続けて行った。しかし、地元の熱田町の祭りである熱田大山祭りが明治中～後期に衰退して行くと、熱田の神楽師の勢力は徐々に減少して行き、昭和10年に熱田神宮遷座祭が行われた時には、熱田の神楽師だけで祭礼すべての神楽を取り仕切る力は、もはや無くなっていた。それをきっかけに、熱田神楽3代目宗家の鏡味鉦之助（かがみしょうのすけ）と熱田町の神楽師を率いていた加藤鎌吉（かとうかまきち、文久元年生まれ）から、笠寺町内（名古屋市南区、笠寺観音周辺）の荒川関三郎（あらかわせきさぶろう、明治30年生まれ）に、熱田神楽の正統が委譲され、熱田神楽の中心は熱田町から笠寺町に移っていった。ただし、当時、現在の名古屋市南部から東部に相当する地域には、熱田の神楽師から直接影響を受けた町内（神楽連）が笠寺町以外にも多数存在し、それぞれ独自に伝承を行っていた。それらの町内が、必ずしも笠寺町の傘下に入っていたわけではない。荒川関三郎は4代目宗家を名乗り、多くの弟子を育てた。昭和46年1月に荒川関三郎が亡くなると、笠寺保存会は浜野司（はまのつかさ）が後を引き継ぎ、平成29年12月からは鏡味功（かがみいさお）が会長となっている。
一方、明治時代には、菊田斎女とは別のもうひとつの宗家があったと考えられている。ただし、詳細は不明で、初代宗家の名前もカンタロウ・サンタロウ・勘三郎など諸説がある。宮流神楽という名称を使っている地域（西三河から知多半島北部）は、ほとんどこちらの流派に属しており、熱田神楽という名称を使っている地域とは、笛のメロディーはほとんど同じであるが、曲目と太鼓の打ち方が微妙に違っている。尾張北部の地域は、曲目や太鼓の打ち方から見て、こちらの流派に属していると想像されているが、具体的にそれを裏付ける伝承は確認されていない。

## 楽器と演奏
笛は宮流神楽笛と呼ばれる比較的高音域の篠笛（十二本調子程度）が使われている。この笛は第7孔の音程が第6孔の音よりも約1音半高く、通常のお囃子用篠笛とは少し異なったスケールを持っている。笛を自作している地域も多いため微妙にピッチが異なっている笛も出回っているが、お囃子篠笛を使っている一部の地域を除いて基本的な音程に大きな差は無い。笛に関しては、菊田雅楽器店（名古屋市熱田区白鳥2丁目）の宮流神楽笛が標準とされている。菊田雅楽器店は、熱田神宮社家であった菊田金太夫（菊田斎女の親戚にあたる）が明治時代初期に神楽師から楽器製作者に転身し、以後代々受け継がれている楽器店である。
太鼓は宮太鼓と締太鼓の両方を一人で打つのが通常であり、締太鼓を体の正面に、宮太鼓を体の左やや前方に横向きに置く。締太鼓の代わりに小さな宮太鼓を使うこともあるが、その場合は小さな宮太鼓を体のほぼ正面に、大きな宮太鼓を体のやや右前方に並べて置く。熱田神楽・宮流神楽は両方の太鼓を一人で打つのが特徴とされており、それぞれを一人ずつで打つ周辺の大和流神楽・伏見屋流神楽・朝日流神楽などの流派と見分ける手段となっている。ただし、かつての熱田町神楽師の太鼓の打ち方には、田中流と大瀬子流の2つの流派があり、大瀬子流では大きな宮太鼓と小さな宮太鼓をそれぞれ別の人が打っていた。現在、熱田神楽という名称を使っている地域はすべて田中流の打ち方をしているが、頭の片隅には留めておくべきであろう。

## 曲目
同じメロディーの曲でも地域によって千差万別の曲名を使っており、また同じ地域でも複数の呼び名を使うこともあるので、すべてを記載することは難しい。そのため、熱田神楽系を代表して笠寺保存会（名古屋市南区）で使われている曲名を、宮流神楽系を代表して亀崎（愛知県半田市、亀崎潮干祭で有名）と知立神社（愛知県知立市、山車文楽で有名）で使われている曲名を掲げた。表で同じ行になっているものは、ほぼ同じメロディーの曲である。
代表的な地域での曲名の例
| 熱田神楽系 | 宮流神楽系 | 宮流神楽系  |
| 笠寺       | 亀崎       | 知立        |
| ---------- | ---------- | ----------- |
| おかめ     | 神迎え     | 神迎        |
| 左京       | 御神前     | 御神前      |
| お天道     | 稲荷       |             |
| 天狗       | 宮神楽     | 花かがり    |
| 月矢車     | 月矢       | 月矢車      |
| 神明       | 神明       | 神明        |
| おかめの裏 | 神納め     | 神修        |
| お天道の裏 | 梵天返し   | 下り葉      |
| 神明の裏   | 神明崩し   | 神明裏      |
| 唐子       | 下り葉     | 唐古        |
| お猿       | 牡丹       |             |
| 矢車       | 矢車       | 矢車        |
|            | 御神能     | 出来間地    |
|            | 周衛       | 洲恵        |
|            | 津島下り   | 津島返し    |
|            | 富佐       | 冨佐        |
|            | 新車表     | 新車        |
|            | 新車       | 新車+新車裏 |
|            | 花神楽     | 稲荷        |
|            |            | ぼんでん    |
|            |            | 岡山        |
|            |            | 松風        |
|            | 浦坂       |             |
|            | 若山       |             |

（注）笠寺の曲名は古くからの呼び名に従った。亀崎は間瀬版の宮流神楽譜（昭和44年発行）、知立は幸村版の宮流神楽笛譜（昭和56年8月）と、やや古い曲目リストを用いた。現在の亀崎・知立では、相互に存在する曲はどちらでもすべて吹かれている。また、新しい亀崎の楽譜では、俗謡や周辺地域の神楽を宮流神楽風に編曲したものが、さらに追加されている。

## 文献
- 熱田神楽由来と沿革並びに参考資料 （熱田神楽笠寺保存会、1956年12月）
- 熱田神楽の由来沿革と太々神楽の起源及び曲譜舞振り （熱田神楽笠寺保存会、1969年4月）
- 半田市誌 祭礼民俗編 第3章第1節 祭り囃子（1984年）
- 熱田風土記巻八 熱田太太神楽付里神楽 （高村正一、1982年9月）
- 熱田風土記巻六 熱田神職一覧表 （大原東一、1970年）
- 熱田風土記巻六 熱田の大山祭り （水野藤吉、1970年）
- 新修名古屋市史 第九巻 民俗編 （2001年3月）
- 愛知県有形民俗文化財亀崎潮干祭総合調査報告書 （半田市、2005年2月）
- 名古屋市守山区志段味地区民俗調査報告書 （志段味地区民俗調査会、1989年3月）
- 下之一色地区民俗調査報告 （新修名古屋市史民俗部会、1998年3月）
- 名古屋市山車調査報告書3 牛頭天王車 （名古屋市教育委員会、1996年3月）
- 名古屋市山車調査報告書7 比良六所神社秋まつり二福神車・湯取神子車 （名古屋市教育委員会、2003年3月）
- 愛知県の山車囃子 （早川政夫、2003年1月）
- あつた 第116号 熱田里神楽考 （鬼頭秀明、1980年）
- あいちの民俗芸能 （愛知県教育委員会編、1991年1月）
- 郷土の民俗芸能 （日進町民俗芸能連合会、1991年3月）
- 名古屋市内の山車と神楽 民俗文化財調査報告書 （名古屋市教育委員会、1981年）
- 朱鳥雑考 熱田社家諸系姓氏略 （熱田神宮朱鳥会、2005年10月）
- 東浦町誌 第九編民俗 （東浦町、1979年）
- 大府町史 第四編事物起源 （大府町、1966年）
- 高岡町誌 第五章 歌舞、音楽、娯楽 （豊田市教育委員会、1968年）

楽譜
- 宮流神楽曲目集 （採譜：杉浦豊、平成16年頃）
- 宮流神楽 （採譜：間瀬昇、昭和44年）
- 宮流神楽笛譜 （笛：幸村元一、採譜：神谷好雄、昭和56年8月）
- 大府市北崎町に伝わる神楽ばやし・祭りばやし （笛：長谷川佐一、採譜：中川三十昭、昭和53年）
- 神明神楽囃譜集 （笛：長谷川佐一、編集：大島孫作、昭和53年11月）